# Колко добри хора!
„Колко добри хора!“ е българо-чехословашки телевизионен филм (психологическа драма) от 1977 година на режисьора Станислав Стърнад, по сценарий на Иржи Мелишек. Оператор е Саша Рашилов.
Създаден по комедията „Колко добри хора!“ на чешкия писател Иржи Мелишек.

## Актьорски състав
| Изпълнител       | Роля                                                              |
| ---------------- | ----------------------------------------------------------------- |
| Иржи Крампол     | Ярослав Куш, младоженецът, спечелил от лотарията и съпруг на Дана |
| Рената Киселичка | Румяна Михайлова, кинорежисьорката                                |
| Богомил Атанасов | Васко                                                             |
| Бистра Марчева   | Светлана                                                          |
| Хелга Чочкова    | Дана Куш, младоженка и съпруга на Ярослав                         |
| Елена Рожичкова  |                                                                   |
| Лубомир Костелка |                                                                   |
| Станислав Фишер  |                                                                   |
| Бохумил Шварц    |                                                                   |
| Карел Колоушек   |                                                                   |